# La Selle-Craonnaise
La Selle-Craonnaise is een gemeente in het Franse departement Mayenne (regio Pays de la Loire). De plaats maakt deel uit van het arrondissement Château-Gontier. La Selle-Craonnaise telde op 1 januari 2022 901 inwoners.

## Geografie
De oppervlakte van La Selle-Craonnaise bedroeg op 1 januari 2022 29,17 vierkante kilometer; de bevolkingsdichtheid was toen 30,9 inwoners per km².

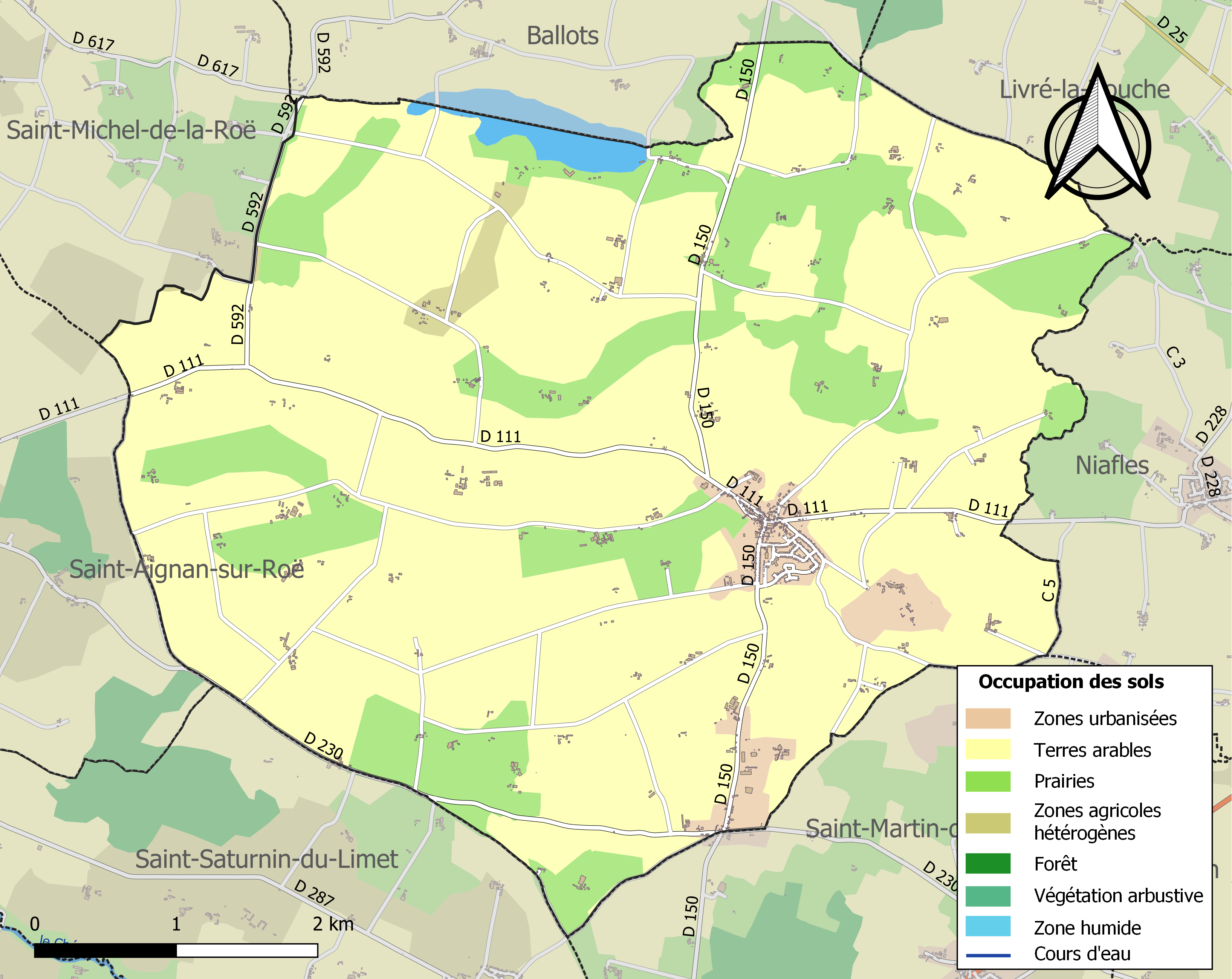
Kaart van de gemeente met de belangrijkste infrastructuur, bodemgebruik en omliggende gemeenten

## Demografie
Onderstaande figuur toont het verloop van het inwonertal (bron: INSEE-tellingen).